# Dabbeghatta, Madhugiri
Dabbeghatta là một làng thuộc tehsil Madhugiri, huyện Tumkur, bang Karnataka, Ấn Độ.